# Tolnai járás
A Tolnai járás Tolna vármegyéhez tartozó járás Magyarországon, amely 2013-ban jött létre. Székhelye Tolna. Területe 205,24 km², népessége 18 210 fő, népsűrűsége pedig 89 fő/km² volt 2013. elején. 2013. július 15-én egy város (Tolna) és három község tartozott hozzá.
A Tolnai járás a 2013-ban újonnan létrehozott járások közé tartozik, a járások 1983-as megszüntetése előtt nem létezett, Tolna az állandó járási székhelyek kijelölése (1886) óta soha nem töltött be járási székhely szerepet.

## Települései
| Település | Rang (2013. július 15.) | Közös hivatal | Kistérség (2013. január 1.) | Népesség (2013. január 1.) | Terület (km²) |
| --------- | ----------------------- | ------------- | --------------------------- | -------------------------- | ------------- |
| Tolna     | járásszékhely város     |               | Szekszárdi                  | 11 172                     | 71,07         |
| Fadd      | nagyközség              |               | Szekszárdi                  | 4 199                      | 67,54         |
| Bogyiszló | község                  | Bogyiszló     | Szekszárdi                  | 2 216                      | 55,93         |
| Fácánkert | község                  | Bogyiszló     | Szekszárdi                  | 623                        | 10,7          |